# Portada/article desembre 20

## Genji Monogatari
Genji Monogatari (源氏物語), o El relat de Genji, és una obra destacada de la literatura japonesa escrita al segle xi, durant l'auge del període Heian. És atribuïda a l'escriptora japonesa Murasaki Shikibu. Gran part de la importància d'aquesta obra rau en el fet que hom la considera la primera novel·la, o la primera novel·la moderna, així com la primera novel·la psicològica o la primera novel·la en considerar-se un clàssic, punt que encara és motiu de debat (vegeu importància).